# Blairisme

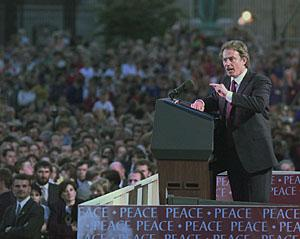
Blair parlant en suport del procés de pau d'Irlanda del Nord el setembre de 1998 a Armagh.

En la política britànica, el concepte Blairisme fa referència a la ideologia política de l'antic líder del Partit Laborista i Primer Ministre Tony Blair, que deixà ambdós càrrecs el 2007. Els seguidors del blairisme són anomenats Blairites.

## Ideologia

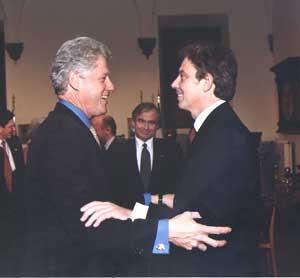
Bill Clinton (esquerra) es troba amb Blair el novembre de 1999, el seu company en la visió atlanticista i sobre la relació especial.

Políticament, Blair ha estat identificat amb les inversions rècord en serveis públics, un intervencionisme i atlanticisme pel que fa a les relacions exteriors, el seu suport en l'enfortiment de la policia, el seu interès en la vigilància com a mitjà per combatre el terrorisme, i un fort focus en l'educació per promoure la mobilitat social. En els seus primers anys (c. 1994–1997), el Blairisme també va estar associat amb la integració europea i, particularment, amb la idea d'una moneda comuna, tot i que això desaparegué quan els laboristes van accedir al poder.
El concepte s'utilitza particularment per contrastar-lo amb el Brownisme, que identifica aquells membres del Partit Laborista connectats o identificats amb Gordon Brown més que no pas amb Blair. Tot i així, amb Blair i Brown coincidint en la majoria de temes polítics (des de la guerra de l'Iraq fins a les reformes del sector públic), alguns experts han fet notar que "les diferències entre Brownites i Blairites … és més tribal que ideològica". Això es creu que deriva d'un desacord personal entre Blair i Brown sobre qui hauria d'haver concorregut en la cursa pel lideratge dels laboristes després de la mort de John Smith el 1994: tot i que Brown era considerat, en un principi, el més veterà dels dos, va esperar fins després del funeral de Smith per començar la campanya, moment en què Blair ja havia agafat molta força com per fer-lo tornar enrere. Tot i així, en el seu llibre Whatever it Takes, Steve Richards ofereix un altre punt de vista, exposant que hi havia desacords importants entre els dos polítics pel que fa al tema de la pobresa relativa, el nivell de despesa pública i la possibilitat d'elecció d'una persona per als serveis públics.
Els laboristes, determinats a no perdre unes noves eleccions després de prop de dues dècades fora del govern, i en relació amb la modernització del partit resultant de la creació del "New Labour" (nou laborisme), el partit veia a Brown encara enquadrat en les polítiques de l'"Old Labour" (Vell laborisme), amb la por a una nova derrota que això comportava. És per aquest motiu que Brown no va aconseguir suficients suports, passant molts dels dirigents laboristes a donar suport a Blair; a més, Blair era carismàtic, jove i molt competent en l'apartat oratori. Finalment, Brown va decidir no competir amb Blair, aplanant-li el camí per ser elegit líder del partit el 1997.
Durant molt temps hi ha hagut un gran debat en la política britànica sobre el llegat de Blair. Aquest es veié intensificat el setembre de 2006, moment en què Blair va anunciar la seva decisió de renunciar i, sobretot, el maig de 2007, quan va explicar que deixaria el càrrec de Primer Ministre el 27 de juny d'aquell mateix any. Mentre que alguns centristes com Gordon Brown o David Cameron reclamaren que el Blairisme estava segur en les seves mans, alguns crítics de l'esquerra, com ara John McDonnell, i la dreta, com Norman Tebbit, en van criticar el seu valor per la societat britànica. D'altres, fins i tot, han especulat que, si la coalició blairista s'ha de veure essencialment com un grup anti-conservadors i pro-mercats, els Liberal Demòcrates  poden ser-ne els seus hereus.
El 1999, un article de la revista The Economist deia:
Sens dubte el senyor Blair honrarà i elogiarà el gloriós passat laborista. Però, la veritat, Blair sempre ha visualitzat una ambivalència envers els mercats en la història del Partit Laborista. La seva més gran victòria, en contraposició, fou fer sortir al partit del seu compromís històric amb les nacionalitzacions, així com eliminar els seus llaços tradicionals amb els sindicats. En alguns moments, fins i tot, ha insinuat que la mateixa fundació del Partit Laborista fou un error, ja que ha dividit els polítics "progressistes" i portat a un segle dominat pels conservadors. Blair sap que això farà que molts dels més adeptes al partit se sentin molt molestos.
El llegat de Blair també inclou l'expansió dels drets del col·lectiu LGBT, gràcies a la introducció de la unió civil. El propi Blair digué a l'organització LGBT Stonewall que "el que ha passat és que la cultura del país ha canviat d'una manera definible" i que "és un fet que no només m'ompla d'orgull, sinó que de fet m'ha portat molta joia." Blair també va dir que es va aixecar de la cadira i va ballar quan va veure per televisió les primeres cerimònies d'unions civils.